# Joachim Beuckelaer

Vendedor de carne de caza, 1568, Museo di Capodimonte, Nápoles.

Joachim Beuckelaer (Amberes, 1533–1574) fue un pintor flamenco especializado en escenas de mercados y cocinas con elaborados despliegues de alimentos y enseres domésticos.  También pintó bodegones sin personajes en la escena central.  Su desarrollo del género de las escenas de mercado y cocina influyó en el desarrollo del bodegón en el norte de Europa, Italia y España. También pintó el staffage (es decir, las figuras) o las prendas de vestir en obras de otros pintores locales, como Antonio Moro.

## Vida
Los detalles sobre la vida del artista son escasos. Beuckelaer nació en Amberes en el seno de una familia de pintores. Probablemente era hijo del pintor Mattheus Beuckeleer y nieto del pintor Cornelis de Beuckelaer. Su hermano, conocido como Huybrecht Beuckeleer, también se dedicó a la pintura. Estudió con su tío, Pieter Aertsen. En 1560, Beuckelaer fue admitido como maestro independiente en el gremio de San Lucas de Amberes. Durante su carrera tuvo varios problemas económicos, por lo que tuvo que colaborar con otros maestros para ganar dinero. 

## Obra

Escena de cocina con concierto

Heredó de Aertsen el repertorio iconográfico. Se especializó en escenas de mercado y de cocina, con elaborados despliegues de alimentos. También pintó algunas escenas de burdeles. Durante la década de 1560, especialmente a principios de la misma, Beuckelaer pintó algunas obras puramente religiosas, posiblemente porque había poca demanda para sus escenas de cocina y de mercado. De estas obras religiosas, a diferencia de las escenas de cocina y de mercado, se conocen dibujos preparatorios. La mayoría de estas obras religiosas fueron destruidos en el transcurso de la iconoclasia calvinista que asoló los Países Bajos, comenzando por Amberes en 1566.  Su bodegón de un cerdo sacrificado (Museo Wallraf-Richartz), fechado en 1563, es probablemente el primer ejemplo datado de este tema. En la década de 1560 también realizó diseños para vidrieras.
Muchas de las obras de Beuckelaer, como las de Pieter Aertsen, muestran en primer plano mesas llenas de productos abundantes que pueden interpretarse como tentaciones de satisfacciones carnales. A menudo, estas obras no sólo hacen referencia a los placeres de la comida, sino que también contienen objetos o gestos que apuntan a las tentaciones del deseo sexual. Como antídoto a estas tentaciones terrenales, las escenas de mercado de Beuckelaer incorporan a menudo episodios bíblicos de fondo.
Su obra influyó en artistas de Flandes y del extranjero. El pintor flamenco de bodegones y animales Frans Snyders desarrolló sus numerosas escenas de mercado barrocas inspirándose en la obra de Aertsen y Beuckelaer. Pintores del norte de Italia como Vincenzo Campi y Jacopo Bassano también se vieron influidos por su obra.  Velázquez se vio influido por sus escenas de cocina con escenas religiosas en la creación de sus bodegones, como el Cristo en casa de Marta y María (1618, National Gallery). Es muy probable que Velázquez hubiera visto grabados de obras de Aertsen y Beuckelaer.